# Crnogorska republička nogometna liga 1951.
Republička liga Crne Gore (Crnogorska republička nogometna liga) bila je liga trećeg stupnja nogometnog prvenstva Jugoslavije u sezoni 1951. 
 Sudjelovalo je 8 klubova, a prvak je bio "Radnički" iz Ivangrada. 

## Ljestvica
| mj.    | klub                  | ut. | pob. | ner. | por. | gol+ | gol- | bod |
| ------ | --------------------- | --- | ---- | ---- | ---- | ---- | ---- | --- |
| 1.     | Radnički Ivangrad     | 10  | 6    | 0    | 4    | 35   | 25   | 12  |
| 2.     | Sutjeska Nikšić       | 10  | 5    | 1    | 4    | 22   | 13   | 11  |
| 3.     | Lovćen Cetinje        | 10  | 4    | 3    | 3    | 17   | 21   | 11  |
| 4.     | Bratstvo Bijelo Polje | 10  | 5    | 1    | 4    | 28   | 17   | 11  |
| 5.     | Iskra Danilovgrad     | 10  | 4    | 1    | 5    | 15   | 20   | 9   |
| 6.     | Arsenal Tivat         | 10  | 2    | 2    | 6    | 13   | 30   | 6   |
|        |                       |     |      |      |      |      |      |     |
| Izvori |                       |     |      |      |      |      |      |     |

- Viši rang:
  - Radnički (Ivangrad), osnovan odmah po oslobođenju pod imenom Ika (do 1950. godine), je igrao kvalifikacije s Bokeljem (posljednji na tablici Druge savezne lige) za ulazak u kvalifikacije za Drugu saveznu ligu – nije uspio.
- Ispali:
  - nitko
- Novi članovi:
  - nitko
- Napomene:
  - Prvobitna odluka plenuma Nogometnog saveza Crne Gore bila je da u narednoj sezoni Crnogorska liga ima osam članova. Liga bi počela 23. ožujka i završila se 22. lipnja. Razurađen je i sistem kvalifikacija za ligu po zonama (od 24. veljače do 16. ožujka). Mornar, Mogren, Jedinstvo i Primorac su jedna zona, a Gorštak, Breznik, Dečić i jedan klub iz Titograda druga zona.

Naknadno je donesena odluka o podjeli lige na dvije grupe: Sjevernu i Južnu.

U Južnu grupu se iz Druge savezne lige vratio Bokelj (Kotor) iz lige: Sutjeska (Nikšić), Lovćen (Cetinje) i Arsenal (Tivat)

U Sjevernu grupu Budućnost (Podgorica) iz lige: Radnički (Ivangrad), Bratsvo (Bijelo Polje) i Iskra (Danilovgrad)

## Unutrašnje poveznice
- Nogometno prvenstvo Jugoslavije – 3. ligaški rang 1951.